# Csór Béla
Csór Béla (Eger, 1855. október 22.  – Eger, 1879. február 23.) jogász, költő.

## Élete
Csór Gáspár és Szubalfy Mária fia. Egerben volt nőtlen joghallgató, ahol agygörcs következtében hirtelen elhunyt. Költeményeit mindig álnevek alatt közölte 1873–1875-ben a vidéki lapokban, így az Egerben r. a. jegyek alatt többet. Egykötetnyi kéziratban lévő költeménye Sebők László gyöngyösi plébános birtokába kerültek, aki őt a költészetre buzdította; ebből közölt is néhányat a Gyöngyös című hetilapban, így a Vörösmarty hattyúdala címűt is (1879. 9. sz.).